# Steinstraß (Niederzier)

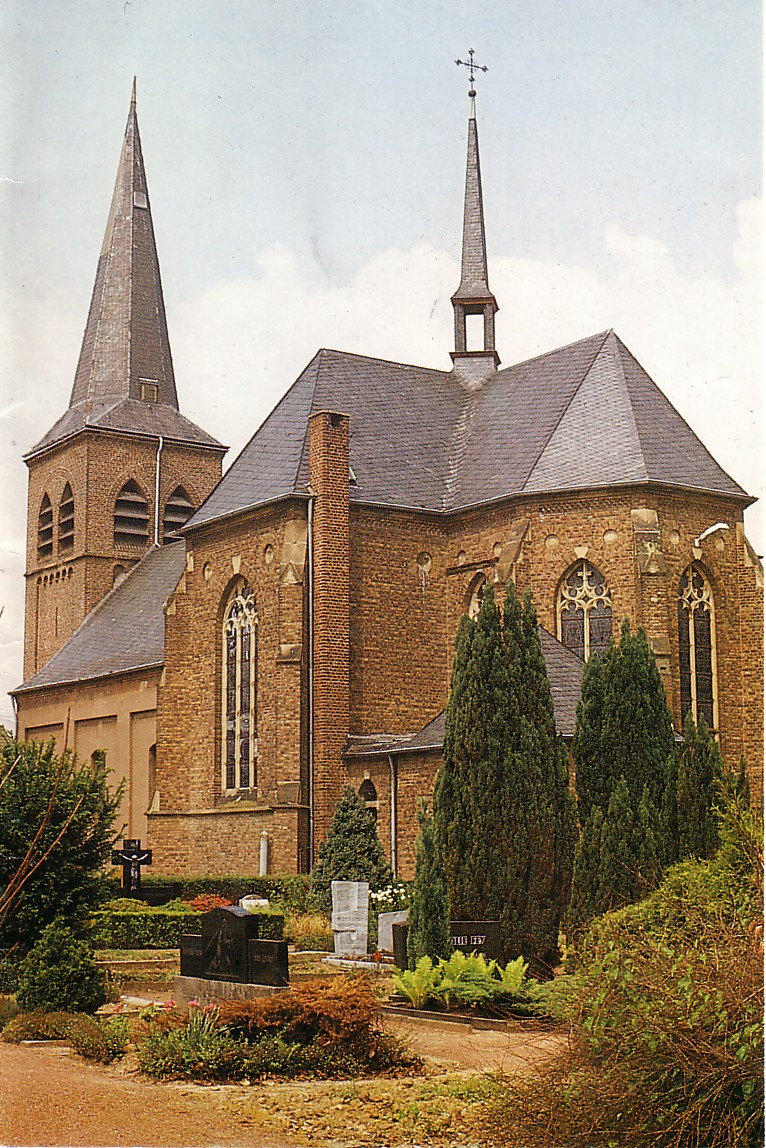
Pfarrkirche im alten Ort Lich-Steinstraß 1985

Steinstraß war eine Gemeinde im nordrhein-westfälischen Kreis Jülich. Sie lag an der B55 zwischen Köln und Jülich. Am 1. Januar 1972 wurde die Gemeinde, die als Ort Lich-Steinstraß genannt wurde, nach Niederzier eingemeindet.
Die Gemeinde hatte eine Fläche von 18,48 km². Bei den Volkszählungen hatte sie am 6. Juni 1961 insgesamt 1560 Einwohner und am 27. Mai 1970 1546 Einwohner. Am Tag vor der Eingemeindung, dem 31. Dezember 1971, waren es noch 1504 Personen, die dort lebten.
Heute ist das ehemalige Gemeindegebiet eine Wüstung. In den Jahren von 1981 bis 1990 musste der Ort dem nördlichen Bereich des Tagebaus Hambach weichen. Ein Teil der Ortslage von Lich existiert zwar noch, liegt aber unmittelbar an der nördlichen Abbruchkante des Tagebaus. Das südlich dieser Kante gelegene Steinstraß wurde völlig abgebaggert. Im Jahre 2006 verkippte die Rheinbraun über die verbliebene Ortslage von Lich Abraum. Sichtbar sind nur noch Teile der Prämienstraße, die Richtung Rödingen führt, sowie ein kleines Reststück der Herrenstraße.
Die Umsiedlung an den neuen Standort Lich-Steinstraß im Osten der Stadt Jülich fand zwischen 1981 und 1991 statt. Die Bebauung grenzt direkt an Jülich.